# Maciej Krężel
Maciej Krężel, né le 27 août 1991, est un skieur alpin handisport polonais.

## Palmarès

### Jeux paralympiques d'hiver
- Ski alpin aux Jeux paralympiques de 2014 avec pour guide Anna Ogarzynska
  - 7e en Super-G
  - 5e en Combiné
  - 5e en Slalom
  - 9e en Slalom géant